# Hydroptila eileithyia
Hydroptila eileithyia är en nattsländeart som beskrevs av Malicky 1999. Hydroptila eileithyia ingår i släktet Hydroptila och familjen smånattsländor. Inga underarter finns listade i Catalogue of Life.